# Venous lake
Een venous lake of phlebectasis (Frans: lac veineux), in de volksmond ook wel een lipangioom genoemd, is een goedaardig, oppervlakkig en alleenstaand bloedvatgezwelletje dat voorkomt op de onderlip, of soms op het gezicht of de oren, vooral bij mannen boven de vijftig jaar. De ronde of ovale blauw-rode papel (verheven huidgedeelte) wordt gevormd door een met rode bloedcellen gevuld weefsel en dun laagje endotheelcellen. Het gezwelletje ontstaat spontaan door verwijding van een venule (klein bloedvaatje), soms als gevolg van te veel blootstelling aan het zonlicht. Een venous lake is ongeveer 1 tot 2 millimeter dik en groeit met de ouderdom tot 1 centimeter diameter.

## Behandeling
Een venous lake kan vrij gemakkelijk worden verwijderd door een Nd:YAG-laser.

## Afbeeldingen

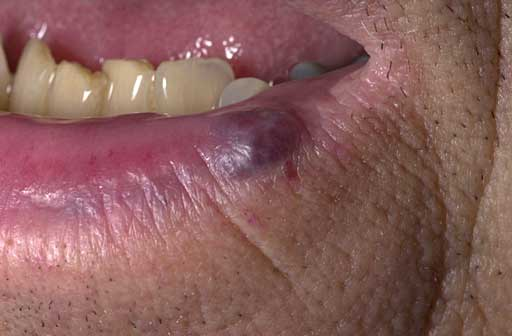
venous lake op onderlip
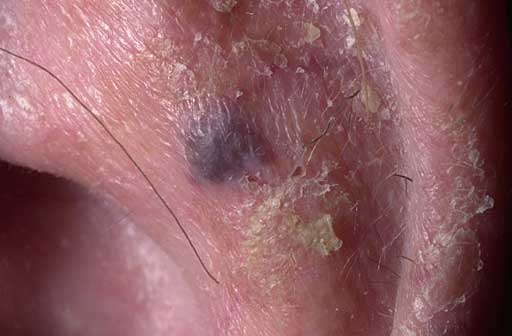
Venous lake op het gezicht
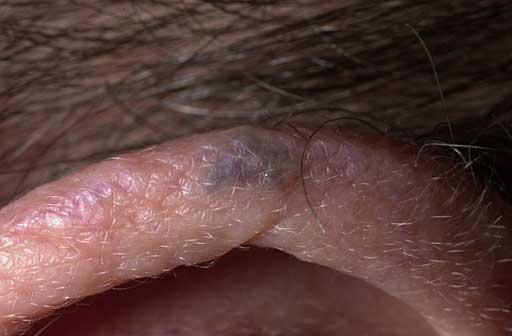
Venous lake op het oor